# Ekklisíes
Ekklisíes är en ort i Grekland.   Den ligger i prefekturen Nomós Prevézis och regionen Epirus, i den centrala delen av landet, 300 km väster om huvudstaden Aten. Ekklisíes ligger 246 meter över havet och antalet invånare är 122.
Terrängen runt Ekklisíes är kuperad. Runt Ekklisíes är det ganska glesbefolkat, med 30 invånare per kvadratkilometer. Närmaste större samhälle är Kanaláki, 6,2 km norr om Ekklisíes. == Kommentarer ==
1. ↑  Framräknat ur variansen i alla höjduppgifter (DEM 3") från Viewfinder Panoramas, inom 10 km radie.[2] Mer om algoritmen finns här: Användare:Lsjbot/Algoritmer.